# يوتا إيكيدا
يوتا إيكيدا (باليابانية: 池田勇太؛ بالكانا: いけだ ゆうた) هو لاعب غولف ياباني، ولد في 22 ديسمبر 1985 في واكبا-كو في اليابان.

## وصلات خارجية
- يوتا إيكيدا على موقع رابطة اليابان للاعبي الغولف المحترفين (الإنجليزية)
- يوتا إيكيدا على موقع التصنيف العالمي الرسمي للغولف (الإنجليزية)
- يوتا إيكيدا على موقع أوليمبيديا (الإنجليزية)